# Sessilina literata
Sessilina literata är en tvåvingeart som beskrevs av Mcalpine och Schneider 1978. Sessilina literata ingår i släktet Sessilina och familjen borrflugor. Inga underarter finns listade i Catalogue of Life.